# Литвинова Буда
 Литвинова Буда— деревня  в  Смоленской области России,  в Ершичском районе. Население — 39 жителей  (2007 год). Расположена в южной части области  в 14  км к юго-западу от Ершичей, в 7 км к востоку от границы с Беларусью, на берегах реки Смородинка.
Входит в состав Беседковского сельского поселения.

## История
Название произошло от слова Буда - в прошлом предприятие по производству поташа, расположенное в лесу.